# Composition de l'armée d'Italie

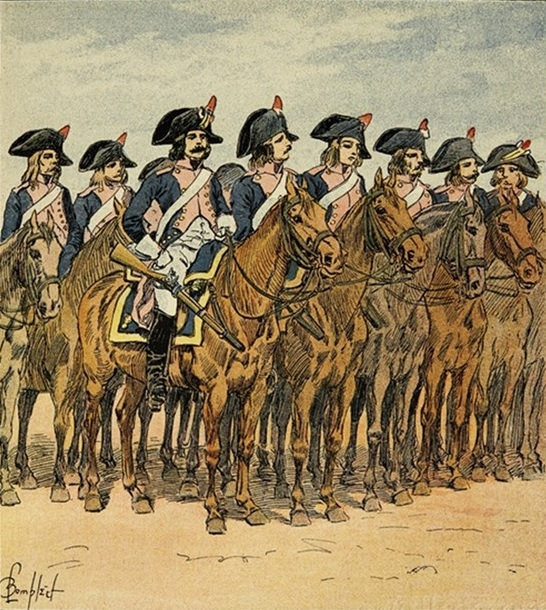
cavaliers de l'armée d'Italie.

Compositions de l'armée d'Italie, armée de la Révolution française créée en 1792, qui exista sous ce nom jusqu'en 1802.

## Composition au1ernovembre 1792
Commandant en chef : Général d'Anselme

Chef d’état-major : Maréchal de camp Saint-Martin
1re division sous le commandement du maréchal de camp Dagobert
| - 1re brigade - 1er bataillon du 11e régiment d'infanterie - 2e bataillon du 11e régiment d'infanterie - 7e bataillon de volontaires des Bouches-du-Rhône - 4e bataillon de volontaires de Rhône-et-Loire - 4e bataillon de volontaires du Var - 1er bataillon de volontaires de Vaucluse | - 2e brigade - 1er bataillon du 51e régiment d'infanterie - 2e bataillon de volontaires des Bouches-du-Rhône - 1er bataillon de volontaires de Haute-Garonne - 2e bataillon de volontaires du Var - 2e bataillon de volontaires de Marseille |

2e division sous le commandement du maréchal de camp Dumerbion
| - 3e brigade - 1er bataillon du 20e régiment d'infanterie - 2e bataillon du 20e régiment d'infanterie - 4e bataillon de volontaires de la Drôme - 1er bataillon de volontaires du Var - 1er bataillon de volontaires de Marseille | - 4e brigade - 1er bataillon du 50e régiment d'infanterie - 3e bataillon de volontaires des Bouches-du-Rhône - 3e bataillon de volontaires de Haute-Garonne - 2e bataillon de volontaires du Var - Bataillon de volontaires de Tarascon |

3e division sous le commandement du maréchal de camp Brunet
| - 5e brigade - 1er bataillon du 70e régiment d'infanterie - 4e bataillon de volontaires des Bouches-du-Rhône - 1er bataillon de volontaires de l'Hérault - 5e bataillon de volontaires du Var - 1er bataillon de volontaires du Luberon | - 6e brigade - 1er bataillon du 61e régiment d'infanterie - 5e bataillon de volontaires des Bouches-du-Rhône - 3e bataillon de volontaires de l'Hérault - 7e bataillon de volontaires du Var - 1er bataillon de volontaires d'Aix | - 7e brigade - 1er bataillon du 91e régiment d'infanterie - 6e bataillon de volontaires des Bouches-du-Rhône - 6e bataillon de volontaires du Var - 2e bataillon de volontaires de l'Isère - Bataillon de volontaires de Martigues |

## Composition au 15 décembre 1792
- 1er bataillon du 11e régiment d'infanterie à Nice[2]
- 2e bataillon du 11e régiment d'infanterie à Tourette, Châteauneuf-Villevieille, Monaco et La Turbie
- 1er bataillon du 28e régiment d'infanterie à Nice, Èze et La Turbie
- 2e bataillon du 28e régiment d'infanterie à Nice
- 1er bataillon du 50e régiment d'infanterie à Levens
- 2e bataillon du 50e régiment d'infanterie à Toulon
- 1er bataillon du 51e régiment d'infanterie à Nice et La Turbie
- 1er bataillon du 61e régiment d'infanterie à L'Escarène
- 1er bataillon du 70e régiment d'infanterie à L'Escarène
- 1er bataillon du 91e régiment d'infanterie à L'Escarène
- 2e bataillon du 91e régiment d'infanterie à Toulon
- 3e bataillon d'infanterie légère à Levens, La Turbie, Peille, Peillon et Castillon
- 2 escadrons du 15e régiment de dragons à Nice
- 3 compagnies du 4e régiment d'artillerie à Nice et Villefranche-sur-Mer
- 1 compagnie du 2e régiment d'artillerie à Nice
- 2e bataillon de volontaires des Bouches-du-Rhône à Nice
- 3e bataillon de volontaires des Bouches-du-Rhône à Levens
- 4e bataillon de volontaires des Bouches-du-Rhône à Nice, Tourette et Île Sainte-Marguerite
- 5e bataillon de volontaires des Bouches-du-Rhône à Nice
- 6e bataillon de volontaires des Bouches-du-Rhône à Nice
- 7e bataillon de volontaires des Bouches-du-Rhône à Nice
- 4e bataillon de volontaires de la Drôme à Levens
- 1er bataillon de volontaires de la Haute-Garonne à Villefranche-sur-Mer, L'Escarène, Nice et Tourette
- 3e bataillon de volontaires de la Haute-Garonne à L'Escarène
- 1er bataillon de volontaires de l'Hérault à Nice
- 2e bataillon de volontaires de l'Isère à Nice
- 4e bataillon de volontaires de Rhône-et-Loire à Gilette, Monaco et Nice
- 1er bataillon de volontaires du Var à Le Broc
- 2e bataillon de volontaires du Var à Contes
- 3e bataillon de volontaires du Var à Villefranche-sur-Mer
- 5e bataillon de volontaires du Var à Monaco
- 6e bataillon de volontaires du Var à Gilette et Roquestéron
- 7e bataillon de volontaires du Var à Antibes
- 8e bataillon de volontaires du Var à Aix-en-Provence
- 9e bataillon de volontaires du Var à Carros
- 1er bataillon de la Phalange Marseillaise à Nice
- 2e bataillon de la Phalange Marseillaise à Nice
- 3 compagnies franches à Levens et Laghet
- Volontaires corses à Berre

## Composition au 5 mars 1793
Commandant en chef : général Biron

Chef d'état-major : général Saint-Martin

Généraux de division : Brunet, Sheldon

Généraux de brigade : Barral, Camille Rossi, Casabianca, Montredon, Dumerbion, Duteil, Saint-Hilaire, Lapoype

Adjudants généraux : Debarquier, Lasalcette, Giacomoni

Adjoints aux adjudants généraux : Micas, Monnier, Leclerc, Brunet, La Converserie, Pertinchamp, Langlois, Giovanni, Bourrou, Serve, Malus, Pellizau, Cary, Chaltran.
Effectif général de l'armée d'Italie : 29 465 hommes
Camps de la vallée de la Vésubie
| Belvédère (1 084 hommes) - 1er bataillon de volontaires de l'Hérault (454 hommes) - 7e bataillon de volontaires du Var (486 hommes) - 2 Compagnies franches (164 hommes) | Saint-Arnould (1 954 hommes) - 2e bataillon du 50e régiment d'infanterie de ligne (670 hommes) - 2e bataillon de volontaires de l'Hérault (794 hommes) - 1er bataillon de volontaires du Var (490 hommes) | Levens (2 200 hommes) - 1er bataillon du 70e régiment d'infanterie de ligne (808 hommes) - 2e bataillon du 91e régiment d'infanterie de ligne (812 hommes) - 3e bataillon d'infanterie légère (580 hommes) |

Camps de la vallée du Paillon
| L'Escarène (1 334 hommes) - 1er bataillon du 61e régiment d'infanterie de ligne (770 hommes) - 1er bataillon du 91e régiment d'infanterie de ligne (664 hommes) - 1er bataillon de volontaires de Vaucluse (360 hommes) | Col de Braus (1 741 hommes) - 3e bataillon de volontaires de l'Aveyron (548 hommes) - 4e bataillon de volontaires de la Drôme (451 hommes) - 3e bataillon de volontaires de la Haute-Garonne (345 hommes) - 1er bataillon de volontaires du Luberon (397 hommes) | Castillon (2 609 hommes) - 1er bataillon du 11e régiment d'infanterie de ligne (1 383 hommes) - 2e bataillon du 11e régiment d'infanterie de ligne (avec 1er bat.) - 1er bataillon de volontaires de la Haute-Garonne (366 hommes) - 3e bataillon de volontaires du Var (451 hommes) - 5e bataillon de volontaires du Var (409 hommes) |

| Réserve à Nice et environs (9 908 hommes) - 1er bataillon du 28e régiment d'infanterie de ligne (1 366 hommes) - 2e bataillon du 28e régiment d'infanterie de ligne (avec 1er bat.) - 1er bataillon du 50e régiment d'infanterie de ligne (735 hommes) - 1er bataillon du 51e régiment d'infanterie de ligne (1 080 hommes) - 2e bataillon du 51e régiment d'infanterie de ligne (avec 1er bat.) - 2e bataillon de volontaires de l'Isère (715 hommes) - 4e bataillon de volontaires de Rhône-et-Loire (573 hommes) - 2 compagnies franches (128 hommes) - 2 escadrons du 15e régiment de dragons (304 hommes) - 3e bataillon de volontaires des Bouches-du-Rhône (573 hommes) - 4e bataillon de volontaires des Bouches-du-Rhône (618 hommes) - 5e bataillon de volontaires des Bouches-du-Rhône (780 hommes) - 6e bataillon de volontaires des Bouches-du-Rhône (834 hommes) - 7e bataillon de volontaires des Bouches-du-Rhône (705 hommes) - 5 compagnies du 4e régiment d'artillerie (246 hommes) - Artillerie des bataillons de volontaires (427 hommes) | Garnisons - Avignon : 1er bataillon de volontaires de Vaucluse (522 hommes) - Avignon : 2e bataillon de volontaires du Cantal (655 hommes) - Carpentras : 1er bataillon de grenadiers de l'Isère (426 hommes) - Castellane : 2e bataillon de volontaires de la Lozère (576 hommes) - Tarascon : 8e bataillon de volontaires de la Gironde (811 hommes) - Toulon : 1er bataillon de volontaires de l'Aveyron (662 hommes) - Toulon : 1er bataillon de volontaires de la Lozère (543 hommes) - Toulon : 1er bataillon de grenadiers des Bouches-du-Rhône (817 hommes) - Île Sainte-Marguerite : 6e bataillon de volontaires du Var (370 hommes) - Villefranche-sur-Mer : 2e bataillon de volontaires du Var (590 hommes) - Monaco : Bataillon de volontaires de l'Union (626 hommes) - Expédition de Sardaigne : 1er bataillon de volontaires de Marseille - Expédition de Sardaigne : 2e bataillon de volontaires de Marseille - Expédition de Sardaigne : Bataillon de volontaires de Martigues - Expédition de Sardaigne : Bataillon de volontaires de Tarascon - Expédition de Sardaigne : 1er bataillon de volontaires d'Aix |

## Composition au 8 avril 1793
Première ligne (25 bataillons)
| Belvédère et environs - 1er bataillon du 50e régiment d'infanterie de ligne - 2e bataillon du 50e régiment d'infanterie de ligne - 1er bataillon de volontaires de l'Hérault - 2e bataillon de volontaires de l'Hérault - 5e bataillon de volontaires des Bouches-du-Rhône - 2 compagnies franches | Camp de col Nègre - 1er bataillon du 91e régiment d'infanterie de ligne - 2e bataillon du 91e régiment d'infanterie de ligne - 3e bataillon de volontaires des Bouches-du-Rhône - 4e bataillon de volontaires des Bouches-du-Rhône - 3e bataillon de volontaires du Var - Grenadiers du 3e bataillon de volontaires des Bouches-du-Rhône - Grenadiers du 7e bataillon de volontaires des Bouches-du-Rhône | Camp de Braus - 1er bataillon du 28e régiment d'infanterie de ligne - 2e bataillon du 28e régiment d'infanterie de ligne - 3 compagnies d'infanterie légère - Bataillon de grenadiers de ligne - Bataillon de chasseurs de ligne - Bataillon de grenadiers de volontaires - 3e bataillon de volontaires des Bouches-du-Rhône - 7e bataillon de volontaires des Bouches-du-Rhône - 3e bataillon de volontaires de la Haute-Garonne - 4e bataillon de volontaires de la Drôme | Camp de Castillon - 1er bataillon du 11e régiment d'infanterie de ligne - 2e bataillon du 11e régiment d'infanterie de ligne - 5e bataillon de volontaires du Var - 6e bataillon de volontaires du Var - 1er bataillon de volontaires de la Haute-Garonne - 1 compagnie d'infanterie légère - Grenadiers et chasseurs du 70e régiment d'infanterie de ligne |

Deuxième ligne (7 bataillons)
| Lantosque - 6e bataillon de volontaires des Bouches-du-Rhône | Saint-Arnould - 1er bataillon du 70e régiment d'infanterie de ligne - 1er bataillon de volontaires du Var - 4e bataillon de volontaires de Rhône-et-Loire | L'Escarène - 1er bataillon du 61e régiment d'infanterie de ligne | Monaco - 2e bataillon de volontaires de l'Isère - Bataillon de volontaires de l'Union |

Troisième ligne (13 bataillons)
| Villars-sur-Var - 7e bataillon de volontaires du Var | Levens - 1er bataillon de volontaires d'Aix | Villefranche - 2e bataillon de volontaires du Var - 1er bataillon de volontaires de Marseille | Saint-Laurent - 2 compagnies franches - Grenadiers de la Haute-Garonne | Gilette - Bataillon de volontaires de Tarascon | Contes - 1er bataillon de volontaires de Vaucluse - 1er bataillon de volontaires du Luberon | Nice - 1er bataillon du 42e régiment d'infanterie de ligne - 2e bataillon du 42e régiment d'infanterie de ligne - 1er bataillon du 51e régiment d'infanterie de ligne - 2e bataillon du 51e régiment d'infanterie de ligne - 2e bataillon de volontaires des Bouches-du-Rhône - 6 compagnies d'artillerie de ligne - 21e compagnie de canonniers volontaires | Antibes - Bataillon de volontaires de Martigues |